# São Caetano de Odivelas
São Caetano de Odivelas est une municipalité brésilienne située dans l'État du Pará.